# Elecciones provinciales de Buenos Aires de 1921
Las elecciones generales de la provincia de Buenos Aires de 1922 tuvieron lugar el 4 de diciembre de 1921 con el objetivo de elegir al gobernador para el período 1922-1926. El candidato de la oficialista Unión Cívica Radical (UCR), José Luis Cantilo, obtuvo una cómoda victoria con el 51.77% de los votos, contra el 42.11% de Rodolfo Moreno, candidato del Partido Conservador, y el 4.64% de Juan B. Justo, del Partido Socialista. La participación electoral fue inusualmente alta para la época, alcanzando un 97,80% del electorado registrados.

## Resultado
|  | 60,46 % |

|  | 42,11 % |

|  | 4,64 % |

|  | 98,37 % |

|  | 1,48 % |

|  | 0,16 % |

|  | 97,80 % |

|  | 100 % |